# چقامیرزا
چقامیرزا (به کُردی: چیامیرزا Çiya Mîrza) نام محله‌ای در شهر کرمانشاه است که در مرکز این شهر و در منطقۀ ۱ شهرداری کرمانشاه قرار گرفته‌است.
این محله در کنار رودخانۀ قره‌سو قرار دارد. در جنوب این محله بلوار زن و در غرب آن بلوار کمربندی سابق یا باغ‌راه امام علی قرار دارد. در شرق نیز با پالایشگاه نفت کرمانشاه همسایه ‌است. به دلیل آنکه این مکان در قدیم روستا بوده‌است دارای آرامگاه و قبرستانی مجزا است. در این مکان یک درمانگاه به نام ولیعصر به همراه یک دبستان و چندین باب مغازه و یک مسجد به نام مسجدالرضا وجود دارد.

## در لغت‌نامۀ‌دهخدا
در لغت نامهٔ دهخدا در بارهٔ شرح چقامیرزا چنین آمده‌است:
دهی است از دهستان حومۀ بخش مرکزی شهرستان کرمانشاهان که در ۴ هزار گزی شمال شهر کرمانشاهان نزدیک تصفیه‌خانۀ نفت کنار قره‌سو واقع است. دشت و سردسیر است و ۲۰۰ تن سکنه دارد. آبش از رودخانۀ قره‌سو و قنات و شغل اهالی زراعت و کارگری در تصفیه‌خانۀ نفت است.

## منبع
- فرهنگ جغرافیائی ایران ج ۵